# Erfan Mahmoudi
Erfan Mahmoudi (persisch عرفان محمودی; * 14. März 2001) ist ein iranischer Leichtathlet, der sich auf den Zehnkampf spezialisiert hat.

## Sportliche Laufbahn
Erste Erfahrungen bei internationalen Meisterschaften sammelte Erfan Mahmoudi im Jahr 2024, als er bei den Hallenasienmeisterschaften in Teheran mit 4704 Punkten den achten Platz im Siebenkampf belegte.
2024 wurde Mahmoudi iranischer Hallenmeister im Siebenkampf.

## Persönliche Bestleistungen
- Zehnkampf: 6346 Punkte, 13. Juli 2022 in Teheran
  - Siebenkampf (Halle): 4880 Punkten, 5. Januar 2022 in Teheran